# Sistema morfoclimàtic periglaciar
El sistema morfoclimàtic periglacial (compost per la unió del mot grec peri,"circumdat, envoltat" i del mot llatí glacies, "glacera") apareix en zones on les temperatures arriben als 0 °C, durant la major part de l'any i són positives, però inferiors als 10 °C, durant un període de dos a quatre mesos anuals. Les zones on es produeixen els processos periglacials rodegen a les que corresponen al sistema morfoclimàtic glacial. També apareix el periglacialisme en algunes serralades en les quals no es donen les condicions suficients per al desenvolupament de glaceres. Els climes que determinen aquest domini són el continental subàrtic, el polar de tundra i el d'alta muntanya. Els processos i agents que intervenen en el modelat periglacial són el glaç, els processos fluviotorrencials i els fenòmens de vessant. A Catalunya, el Massís del Montseny atén aquesta peculiaritat.

## Processos i agents
Encara que no amb tanta exclusivitat com en els sistemes glacials, el gel segueix sent l'agent més important del modelat del sistema periglacial. Aquest agent és el responsable de la gelifracció, que és el fenomen més rellevant d'aquest sistema. A l'alta muntanya aquest tipus de modelat periglacial sorgeix a conseqüència del gel que es forma a l'interior de les esquerdes rocoses dels vessants de la muntanya, que produeixen l'augment de volum i la disgregació de la roca. Els fragments generats cauen i s'acumulen al marge de les muntanyes en les formacions anomenades tarteres. A la tundra i part septentrional de la taigà durant l'estiu el permagel, en la capa més superficial, es descongela però l'aigua líquida formada no pot filtrar-se gaire avall per la presència d'un subsòl glaçat impermeable i aleshores serpenteja coster avall. Els cicles repetits de gel i desgel i els processos geològics que desencadenen provoquen formes de relleu. Els processos fluviotorrencials produïts per l'aigua procedent de la fusió del gel i de les precipitacions modelen els pendents. Els fenòmens de vessant són un conjunt de mecanismes que tenen lloc als vessants de les muntanyes com a resultat del procés de meteorització i l'efecte de la força de la gravetat, que provoquen el moviment de materials a zones més baixes.
En el sistema periglacial són importants tres fenòmens de vessant: 
- Les colades de fang, que consisteixen en el desplaçament del material provinent del fang que es produeix al mullar-se el sòl;
- La reptació, un moviment lent dels materials del sòl a favor del pendent;
- La solifluxió, petits fluxos del sòl que es produeixen quan hi ha bassals a conseqüència del desglaç.

## Formes del relleu periglacial
En aquest domini són típiques les següents formes de relleu:
- Sòl poligonal: És una fisonomia del terreny quan hi ha permagel produït pel resultat conjunt de la gelifracció (la contracció estacional del permagel crea esquerdes poligonals que s'omplen de falques de gel permanents de fins a 5 metres de fondària). i la geliturbació (tots els fenòmens restants d'alteració del sòl).
- Sòl encoixinat: són abombaments formes com tossals proveïdes de vegetació amb un diàmetre màxim d'1 a 2 metres i alçades al voltant dels 50 cm. Aquestes formacions es fan en zones de poc pendent per geliturbació superficial degudes als cicles de gel i desgel diaris o estacionals.
- Termocarst: en el permagel, al desglaçar-se, la capa de sòl es contrau i es produeix una extensa subsidència (enfonsaments de sediments acumulats) del sòl. Aquest procés fa depressions en els terrenys i el lliscament gradual de terres pels costers. Es produeixen llacs termocàrstics per acumulació de l'aigua a les depressions.
- Tarteres: També es produeixen en climes d'alta muntanya. Són degudes a la fragmentació de la roca per causes mecàniques usualment la gelifracció és a dir congelació de l'aigua de les esquerdes de la roca fracturant-la en un cicle dia i nit.
- Elevació per congelació: Elevació per congelació (frost-heaving) té llocs en sòls argilosos que augmenten el volum en hidratar-se i gelar-se, les pedres queden enfonsades a l'estiu i queden elevades a l'hivern quan el terreny es congela.
- Pingos: També anomenats hidrolacòlit de forma circular són monticles de terra amb un nucli de gel. A la tardor en arribar l'època de la congelació l'expansió de la capa que s'acaba de congelar i també la contracció del permagel produeix una elevació que acaba formant el monticle. A l'estiu, en descongelar-se s'hi forma un cràter.